# Hôtel Ritz (Paris)

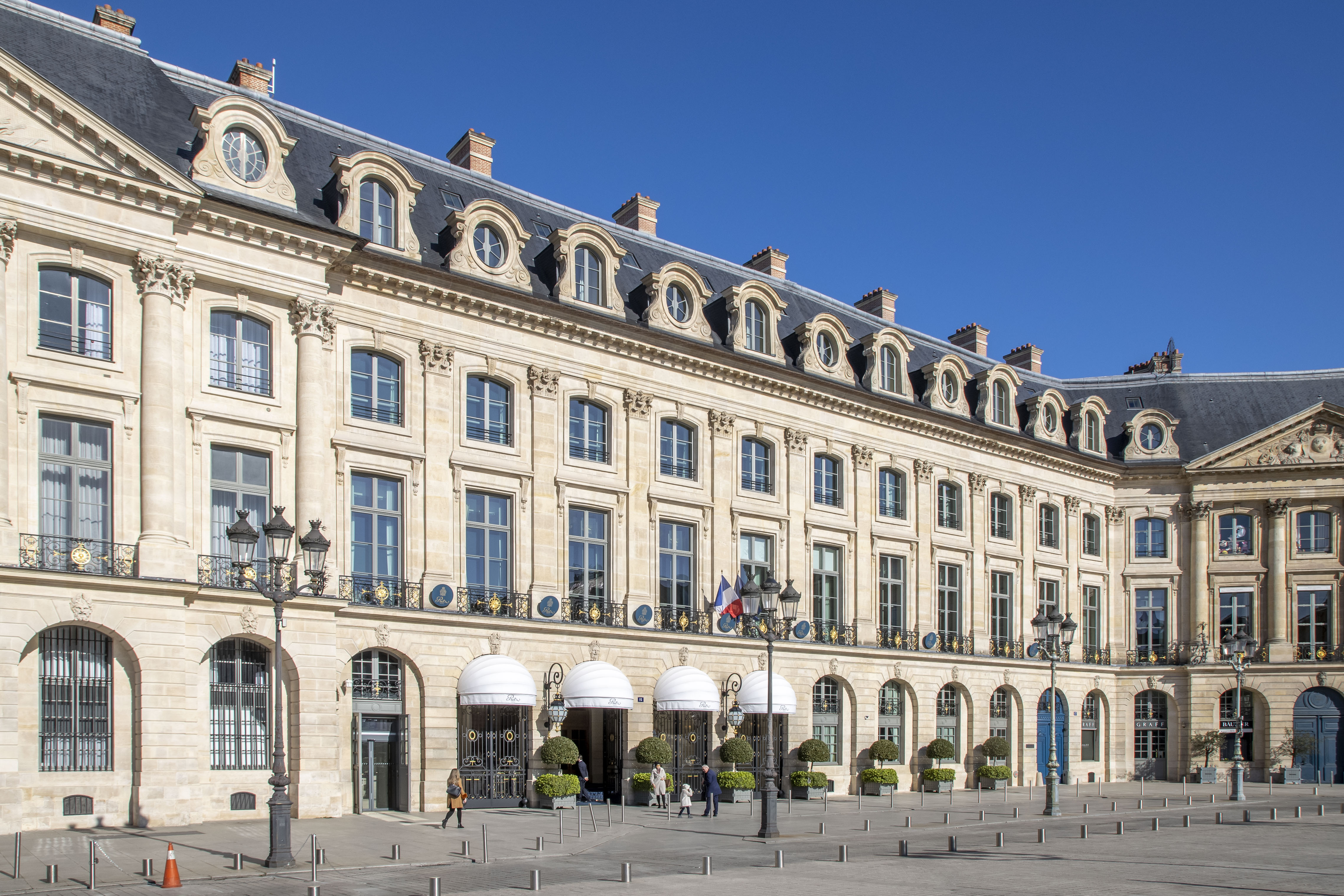
Hôtel Ritz

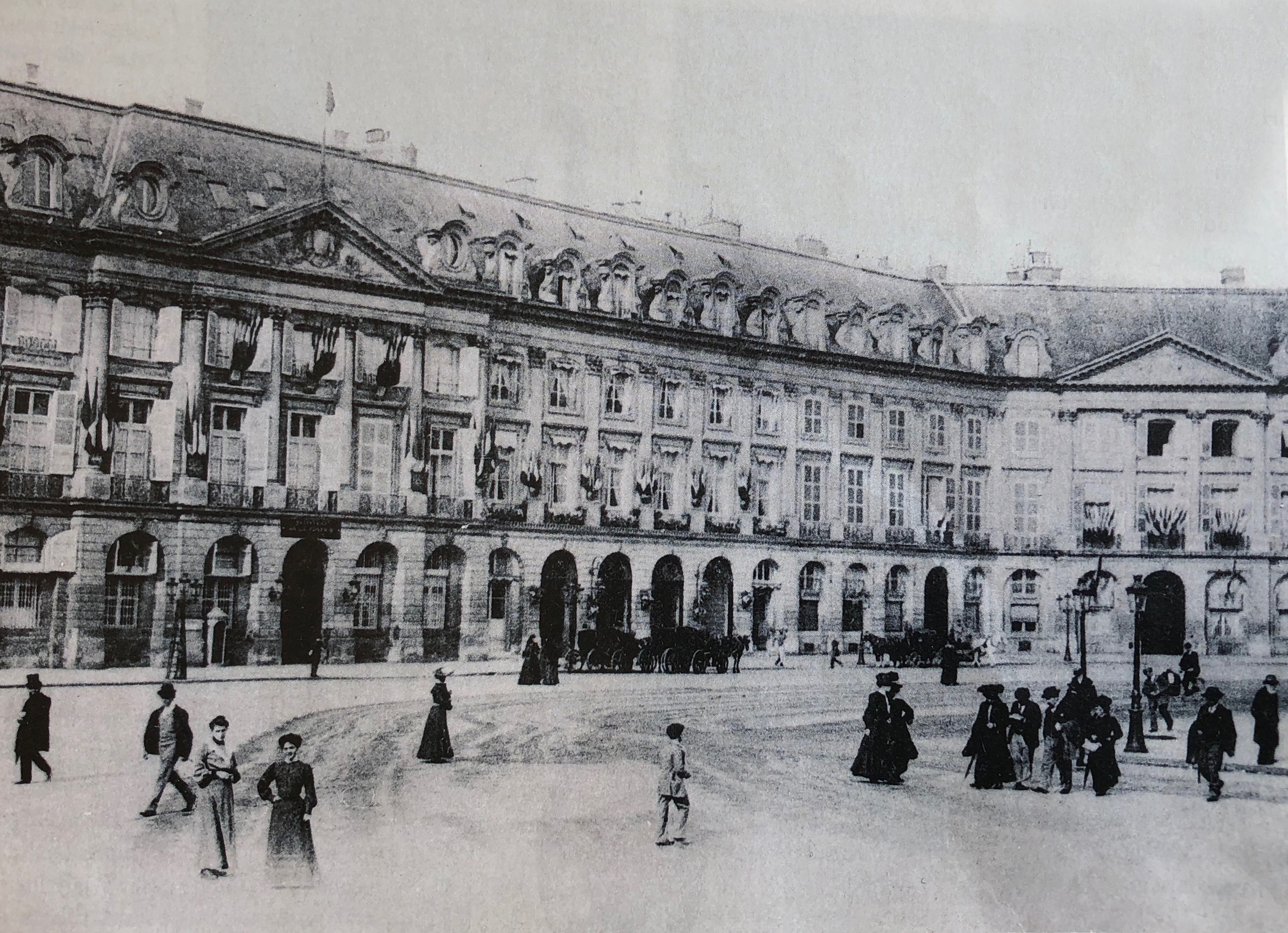
Um 1900

Das Hôtel Ritz in Paris ist ein französisches Grandhotel an der Place Vendôme Nummer 15, das 1898 eröffnete. Es gehört zu den Leading Hotels of the World.

## Geschichte
Das Grundstück des heutigen Hotels an der Place Vendôme (Haus 15) wurde am 3. Februar 1705 von Antoine Bitaut de Vaillé von der Stadt Paris für 35.000 Livres erworben und das Hotel de Gramont errichtet. Im Jahre 1854 erwarben die Brüder Émile und Isaac Pereire das Objekt, die hierhin den Hauptsitz ihrer 1852 gegründeten Investmentbank Société Générale du Crédit Mobilier verlegten. Nach einer Zwischenphase als Hotel de Lazun erwarb César Ritz im März 1897 das Anwesen und ließ es durch Architekt Charles Mewès auf den neuesten bautechnischen Stand bringen. Die vom Erbauer der Place Vendôme, Jules Hardouin-Mansart, errichtete Fassade blieb dabei erhalten. Am 5. Juni 1898 fand die Eröffnung mit Persönlichkeiten aus aller Welt statt. Einrichtung, Service und Ambiente im Stile des Art Nouveau boten seitdem der haute société höchste Qualität, für die später im Englischen das Wort ritzy als Synonym verwendet wurde. Ritz beschäftigte den ihm bereits bekannten besten französischen Koch Auguste Escoffier als Chefkoch.
Während des Zweiten Weltkrieges waren im Hotel Angehörige der Deutschen Luftwaffe einquartiert.
Der Sohn des Gründers, Charles Ritz, leitete das Hotel bis zu seinem Tod im Juli 1976, danach übernahm seine Frau Monique Ritz die Leitung. Während dieser Phase sank das Niveau des Hotels. 1979 verkaufte Monique Ritz mangels Nachkommen das mittlerweile verlustbringende Hotel an den ägyptischen Milliardär Mohamed Al-Fayed zum Kaufpreis von 20 Millionen US-Dollar. Al-Fayed begann 1980 mit einer bis 1987 dauernden, 250 Millionen Dollar teuren Renovierung unter Aufrechterhaltung des Hotelbetriebs.
Von Juli 2012 bis Juni 2016 wurde das Hotel erneut renoviert; die Kosten wurden auf etwa 200 Millionen Euro veranschlagt. Die Finanzierung sicherte Al-Fayed durch den Verkauf des Londoner Luxuskaufhauses Harrods für 1,7 Milliarden Euro im Mai 2010. Seitdem führt ein Tunnel von der Tiefgarage unterhalb der Place Vendôme direkt zum Hotel und soll den Schaulustigen den Blick auf die illustren Gäste verwehren. Die Wiedereröffnung sollte im Herbst 2015 stattfinden, verzögerte sich jedoch auch aufgrund eines Brandes im Januar 2016. Seit Juni 2016 empfängt das Hotel wieder Gäste.
Im Januar 2018 überfielen fünf Räuber den Eingangsbereich des Hotels, in dem Luxusgüter ausgestellt sind, und schlugen mit Äxten die Vitrinen ein; drei Täter konnte die Polizei rasch festnehmen. Die Beute hatte einen Wert von viereinhalb Millionen Euro.
Ab 17. April 2018 wurden in einer mehrtägigen Versteigerung mehr als 10.000 Möbel und Einrichtungsgegenstände von vor dem Umbau 2016 versteigert; der Erlös betrug 7,3 Mio. Euro.

## Gäste
Assoziiert wird das Hotel mit seinen berühmten Gästen wie Rudolph Valentino, Marcel Proust, Ernest Hemingway und Coco Chanel, die hier von 1936 bis zu ihrem Tod 1971 lebte und das Hotel ma maison („mein Haus“) nannte. Der Hotelgast Hemingway soll gesagt haben: „Wenn ich von einem Leben nach dem Tod träume, dann findet es immer im Ritz in Paris statt.“ Im Hotel verbrachte Prinzessin Diana am 31. August 1997 die letzten Stunden ihres Lebens. Pamela Harriman, Botschafterin der USA in Frankreich, brach 1997 im Spa des Ritz zusammen und starb am folgenden Tag.

## Kapazität

Hôtel Ritz Paris.

Das Hotel Ritz verfügte bis 2012 insgesamt über 106 Zimmer und 55 Suiten, seit 2016 sind es 142 Zimmer, davon 71 Suiten.
Es gibt das Sternerestaurant L’Espadon, mehrere Bars, einen begrünten Innenhof und einen Health-Club.

## Hotelklassifizierung
Das Hotel Ritz hat den Status eines Fünf-Sterne-Hotels. Die französische Tourismusbehörde Atout France verlieh im Mai 2011 nur fünf Hotels in Paris (darunter das benachbarte Park Hyatt Vendôme und das Hôtel Le Meurice) die neu gebildete Kategorie „Palace Hotel“; das Ritz wurde nicht berücksichtigt und behielt seinen Status.

## Populärkultur
Das Hotel inspirierte Irving Berlin zu seiner Komposition Puttin’ on the Ritz, einem Evergreen aus dem Jahre 1929. Der Titel greift die umgangssprachliche englische Wendung puttin’ on the Ritz auf, die etwa „sich in Schale werfen“ bedeutet. Das Hotel war Drehort für Kinofilme wie Ein süßer Fratz (deutsche Premiere: 20. Dezember 1957), Wie klaut man eine Million? (16. September 1966), beide mit Audrey Hepburn, oder The Da Vinci Code (18. Mai 2006), auch Szenen des Films Midnight in Paris (18. August 2011) spielten in den Räumen dieses Hotels.
Die Hotelbar Hemingway ist bekannt für den Cocktail „Serendipity“ aus Champagner und Calvados.

## Fiktionale Literatur
- Didier Goupil: Endstation Ritz. Aus dem Französischen von Ines Schütz, Harmonie, Innsbruck 2008, ISBN 978-3-85218-550-7.

## Film
- Legendäre Hotels. Geschichte, Glanz und Gloria. ZDF-Dokumentation 2023, Sendung vom 3. Dezember 2023, 45 Min.